# Professor of Ecclesiastical History (Glasgow)
Der Regius Professor of Ecclesiastical History war von 1716 bis 1935 eine Regius Professur für Kirchengeschichte der Church of Scotland an der University of Glasgow. Die ursprüngliche Stiftung erfolgte durch Georg I. von Großbritannien. Seit 1935 wird die Professur als Professor of Ecclesiastical History bezeichnet.
Neben der Regius Professur in Glasgow gab es nur an der University of Oxford noch eine Regius Professur das Fach, die 1842 von Queen Victoria gestiftete Regius Professur of Ecclesiastical History, die sich allerdings auf die Geschichte der Church of England konzentriert.

## Geschichte des Lehrstuhls
1715 stiftete die Universität von Glasgow die Mittel, eine Kompanie von fünfzig Soldaten der royalistischen Armee gegen die aufständischen Jakobiten zu unterhalten. Zwar kamen diese Soldaten nie zum Einsatz, aber der König zeigte seine Dankbarkeit für die Loyalität der Universität im darauffolgenden Jahr. 1716 stiftete er zusätzliche £170 aus den Einkünften des Bischofs von Glasgow, von denen £100 für eine neue Professur für „Ecclesiastical History“ (anglikanische Kirchengeschichte) und die restlichen £70 zur verbesserten Zahlung anderer Professoren dienten.
Der erste Professor war der 1690 geborene William Anderson aus Drymen. Anderson war geweiht, befand sich aber zum Zeitpunkt seiner Berufung 1721 auf einer Reise in Italien. Anderson wurde als Kandidat des Kanzlers der Universität durchgesetzt und erwies sich nicht nur als guter Kirchenmann, sondern auch als geschickter Politiker mit einem weltlichen Verständnis für die Machtpolitik seiner Zeit.
Der zweite Professor für Ecclesiastical History, William Rouet, reduzierte erst entgegen den Vorschriften die Vorlesungen auf zwei Stunden pro Woche und gab später Vorlesungen für den größeren Teil seiner Amtszeit vollständig auf. Er verbrachte den größeren Teil seiner Amtszeit teils mit Aufträgen im Dienste der Universität, teils auf Eigeninteresse außerhalb von Glasgow und wurde nach seinem Rücktritt 1761 entlassen. Noch im gleichen Jahr wurde er, allerdings nicht als Regius Professor, wieder eingestellt und mit neuen Aufgaben in London betraut.
Rouets Nachfolger, William Wight, wurde entgegen dem Wunsch der Universität ernannt, die einen anderen Kandidaten bevorzugt hätte. Neben Ecclesiastical History lehrte er noch Geschichtswissenschaften, war kurzzeitig Kaplan der Universität und füllte weitere Ämter. Mit Hugh Macleod übernahm ein weniger auffälliger Mann 1778 das Amt. Er beschäftigte für die letzten dreizehn Jahre seiner Amtszeit William McTurk und damit seinen Nachfolger als Assistenten. McTurk erfüllte seine Aufgaben bis zu seinem Tod 1841.
Als er 1841 zum Regius Professor ernannt wurde, hatte James Seaton Reid nach geistlichen Ämtern in der Church of Ireland schon die Professur für Ecclesiastical History an der Royal Belfast Academical Institution inne und mehrere einflussreiche Bücher über Ecclesiastical History verfasst. Der siebte Professor, Thomas Jackson, hatte an der University of St. Andrews studiert und dort schon fünfzehn Jahre eine Professur inne. Er hielt den Stuhl bis 1878. Nach William Lee (1874 bis 1886) und Robert Story (1886 bis 1898) übernahm mit James Cooper ein Mann das Amt, der in der Church of Scotland großen Einfluss hatte.
1922 übernahm Archibald Main das Amt. Main hatte schon in St. Andrews Geschichte gelehrt. Er wurde 1925 zum Chaplain to the King ernannt. Main trat mit Alexander Martin für die Demokratisierung der Church of Scotland ein. Er lehrte als erster Professor in Glasgow regelmäßig auch die Geschichte der Church of England. Er gründete die Scottish Ecclesiological Society und wurde mehrere Male zum Vorsitzenden gewählt. Während Mains Amtszeit endete 1935 aber auch die Schirmherrschaft der Krone über die Professur. Die Nachfolger trugen also nicht mehr den prestigeträchtigen Titel Regius Professor. Mains Vermächtnis für die Universität ist der 1947 aus dem Nachlass Mains gestiftete Archibald Main Price, der dem Jahrgangsbesten im Vorstudium zuteilwird.
Der erste Professor für Ecclesiastical History wurde William Dickie Niven (1946 bis 1949). Der zweite war John Foster, der die Professur nach einer verdienstvollen Karriere im Dienste der Anglican Church übernahm, die ihn bis nach China geführt hatte. Ihm folgte William Frend, der im Krieg für den Geheimdienst in Nordafrika, Italien und Österreich gearbeitet hatte. Frend wurde 1983 zum Priester geweiht und diente bis 1990 als Geistlicher in Peterborough.
2003 wurde der derzeitige Professor Ian Hazlett ernannt.

## Inhaber des Lehrstuhls

### Regius Professor of Ecclesiastical History
| Name              | Lebens- Daten | von  | bis  | Anmerkung |
| ----------------- | ------------- | ---- | ---- | --------- |
| William Anderson  |               | 1721 | 1752 |           |
| William Rouet     |               | 1752 | 1761 |           |
| William Wight     |               | 1762 | 1778 |           |
| Hugh Macleod      |               | 1778 | 1809 |           |
| William McTurk    |               | 1809 | 1841 |           |
| James Seaton Reid |               | 1841 | 1851 |           |
| Thomas Jackson    |               | 1851 | 1874 |           |
| William Lee       |               | 1874 | 1886 |           |
| Robert Story      |               | 1886 | 1898 |           |
| James Cooper      |               | 1899 | 1922 |           |
| Archibald Main    |               | 1922 | 1942 |           |

### Professors of Ecclesiastical History
| Name          | Namenszusatz | von  | bis  | Anmerkung |
| ------------- | ------------ | ---- | ---- | --------- |
| William Niven |              | 1946 | 1949 |           |
| John Foster   |              | 1949 | 1969 |           |
| William Frend |              | 1969 | 1984 |           |
| Ian Hazlett   |              | 2003 |      |           |